# Lukavica (Lazarevac)
Lukavica es un pueblo ubicado en la municipalidad de Lazarevac, en el distrito de Belgrado, Serbia.

## Superficie
Posee una superficie de 8,482 kilómetros cuadrados.

## Demografía
Hasta 2011 la población era de 442 habitantes, con una densidad de población de 52,11 habitantes por kilómetro cuadrado.